# La Santísima Trinidad de Paraná

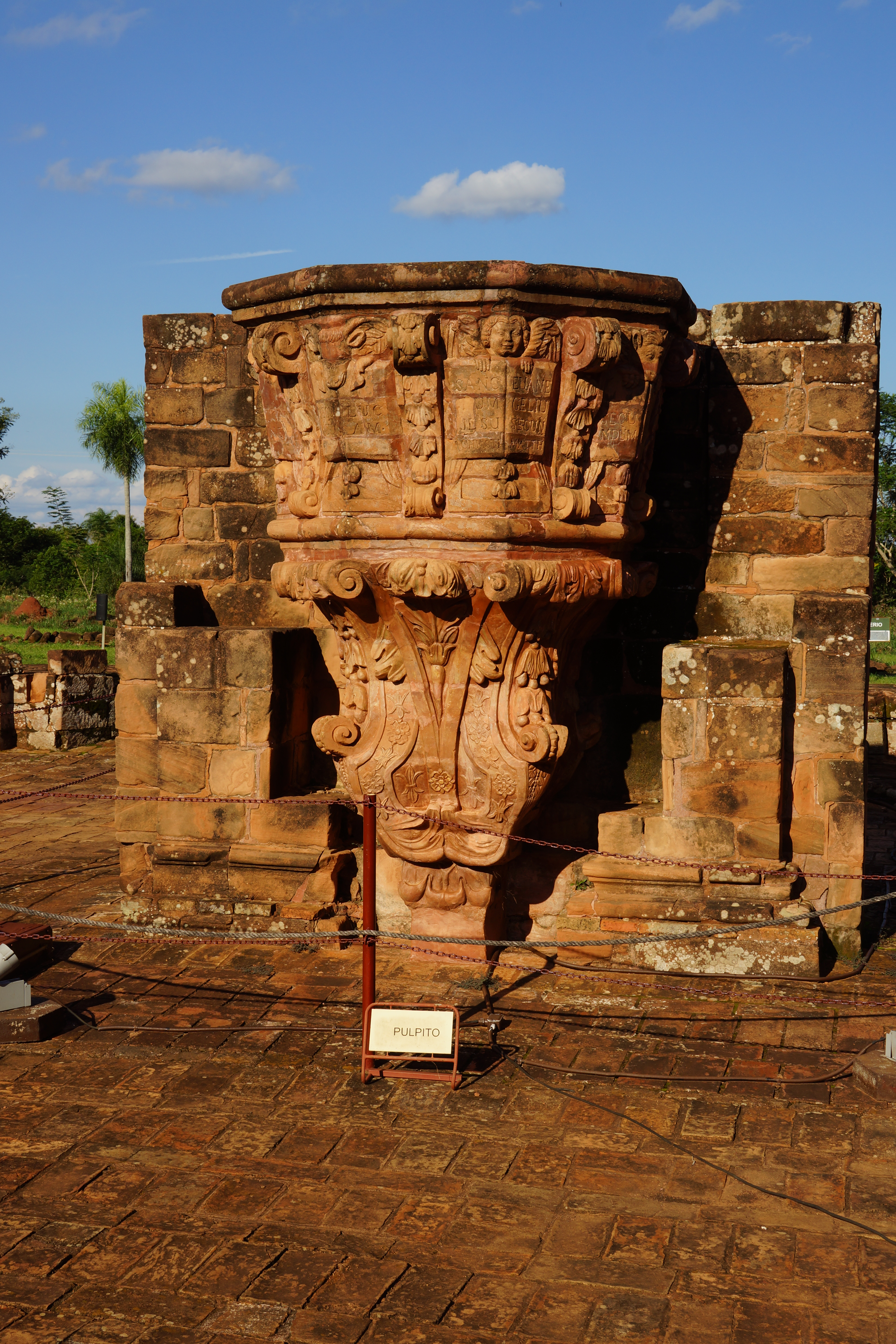
Ruiny katedry (ambona)

La Santísima Trinidad de Paraná – dawna redukcja jezuicka w południowo-wschodnim Paragwaju, ok. 10 km na północny zachód od Jesús de Tavarangue, w departamencie Itapúa.
W 1993 roku ruiny redukcji La Santísima Trinidad de Paraná i Jesús de Tavarangue zostały wpisane na listę dziedzictwa kulturowego UNESCO.

## Tło historyczne
Jezuici przybyli do regionu Guayrá w 1588 roku za zgodą Filipa II. Zakon szerzył chrześcijaństwo i działał na rzecz ochrony Indian przed systemem encomiendy praktykowanym przez hiszpańskich osadników. Był on oparty początkowo na niewolniczej, a później na pańszczyźnianej pracy ludności indiańskiej i prawie ściągania od Indian trybutu należnego koronie hiszpańskiej w zamian za opiekę. W 1609 roku Hiszpania nadała jezuitom ziemie w regionie granicznym Paragwaju, gdzie zakon założył 30 redukcji misyjnych: 8 na terenie obecnego Paragwaju, 13 w Argentynie i 7 w Brazylii.
Indianie Guarani byli nakłaniani do przyjmowania chrześcijaństwa i osiedlania się w redukcjach, przy czym nie byli poddawani europeizacji i zachowywali własne tradycje. Jezuici zachęcali ich do uprawy ostrokrzewu paragwajskiego, służącego do produkcji yerba mate.

## Opis
Redukcja La Santísima Trinidad de Paraná została założona w 1706 roku przez P. Juana de Anayę. Początkowo redukcja w Trinidad była położona nad rzeką Urugwaj, a w roku 1712 została przeniesiona na obecne miejsce. W okresie swojej największej świetności redukcja miała 5000 mieszkańców. W połowie XVIII wieku, jezuici zostali wypędzeni przez królów z dynastii Burbonów z Francji, Hiszpanii i Sycylii. W następstwie tego opuścili redukcje w Ameryce Południowej. La Santísima Trinidad de Paraná przeszła wtedy w ręce franciszkanów i rozpoczął się jej upadek. Ostatni Indianie opuścili redukcję w połowie XIX wieku.
Jej budowa prowadzona była z rozmachem. Zachowane ruiny wskazują, że na obszarze 8 ha wzniesiono dwa kościoły: duży kamienny zwieńczony kopułą (iglesia mayor) i jeden mniejszy, dzwonnicę, klasztor, szkołę, ogród przykuchenny, cmentarz, domy Indian i warsztaty. Duży kościół został wzniesiony według projektu jezuickiego architekta Juana Bautisty Primoliego (1643–1747) z Mediolanu ok. 1745 roku – po jego śmierci w 1747 roku nad wykończeniem świątyni czuwali najprawdopodobniej architekci z Jesús de Tavarangue: Antonio Forcada i Juan Antonio de Ribera. Cechą charakterystyczną zdobień katedry są przedstawienia indiańskich muzyków na murach świątyni. Budowę dzwonnicy i prace wykończeniowe przy katedrze prowadził ostatni jezuicki proboszcz Pierpaolo Dantesi.